# 三河県 (日本)
三河県（みかわけん）は、1868年（慶応4年）に、主に三河国内の幕府領・旗本領を管轄するために明治政府によって設置された県。管轄地域は現在の愛知県東部に広く分布している。本項では前身の三河裁判所（みかわさいばんしょ）についても記す。それぞれ参河県、参河裁判所と表記する資料もある。

## 概要
江戸時代以降、三河国は譜代大名・旗本領・寺社領・天領と分割支配され、複雑な統治が行われていた。1868年（慶応4年）、吉田に三河国内の幕府領・旗本領を総括する三河裁判所が設置され、のちに赤坂陣屋に移転して三河県に組織変更された。
1869年（明治2年）残部が信濃国南部の幕府領・旗本領を管轄する伊那県に編入され廃止された。一部地域は福島藩から移封された重原藩、徳川宗家が移封された静岡藩に編入されている。

## 沿革
- 1868年（慶応4年）
  - 4月29日 - 明治政府が三河国渥美郡吉田関屋町（現在の愛知県豊橋市関屋町212）にあった悟真寺に三河裁判所を設置。府中藩（のち静岡藩に改称）の立藩まで遠江国、駿河国の幕府領・旗本領の一部も管轄。
  - 6月9日 - 三河裁判所に代わり、宝飯郡赤坂村字紅里（現在の豊川市赤坂町紅里）の赤坂陣屋に三河県を設置。
- 1869年（明治2年）
  - 1月25日 - 重原藩が立藩し、三河県の一部を移管。
  - 6月24日 - 伊那県に編入。同日三河県廃止。旧三河県は加茂郡足助村（現在の豊田市足助町陣屋跡19-3）の足助陣屋に設置された伊那県足助庁の管轄となる。
  - 9月4日 - 静岡藩の領知替えにより、伊那県の旧三河県の一部が赤坂陣屋に設置された赤坂郡代役所に移管。

## 管轄地域
「旧高旧領取調帳」では既に額田県の管轄となっているため、旧領より比定。重原藩、静岡藩への編入地域は複数の郡に分布している。なお相給が存在するため、村数の合計は一致しない。
- 三河国
  - 碧海郡のうち - 29村（中泉代官所4村、旗本領25村）
  - 幡豆郡のうち - 55村（旗本領）
  - 額田郡のうち - 60村（中泉代官所21村、旗本領46村）
  - 加茂郡のうち - 103村（中泉代官所16村、旗本領95村）
  - 設楽郡のうち - 195村（中泉代官所96村、旗本領96村）
  - 宝飯郡のうち - 59村（中泉代官所12村、旗本領49村）
  - 渥美郡のうち - 29村（中泉代官所15村、旗本領15村）
  - 八名郡のうち - 20村（中泉代官所15村、旗本領5村）

## 歴代知事

### 三河裁判所
- 1868年（慶応4年）4月29日 - 1868年（慶応4年）6月2日 ： 総督・平松時厚（元公家）

### 三河県
- 1868年（慶応4年）6月9日 - 1868年（慶応4年）6月28日 ： 知事・長岡恂（元高知藩士）
- 1868年（慶応4年）6月28日 - 1868年（慶応4年）9月19日 ： 知事・水筑竜（元佐伯藩士）
- 1868年（慶応4年）9月19日 - 1868年（慶応4年）12月2日 ： 不在
- 1868年（慶応4年）12月2日 - 1869年（明治2年）6月24日 ： 知事・鳥居朝道